# Pétritch (obchtina)
Pour les articles homonymes, voir Pétritch (homonymie).
La commune de Pétritch (en bulgare Община Петрич - Obchtina Pétritch) est située dans le sud-ouest de la Bulgarie.

## Géographie
La commune de Pétritch est située à l'extrémité sud-ouest de la Bulgarie, à 160 km au sud de Sofia. La commune est délimitée au nord par la montagne Ograjdén, à l'est par la rivière Strouma, au sud par la frontière entre la Bulgarie et la Grèce qui suit la ligne de crête de la montagne Belassitsa et à l'ouest par la frontière entre la Bulgarie et la Macédoine du Nord. Son chef-lieu est la ville de Pétritch et elle fait partie de la région de Blagoevgrad.

## Administration

### Structure administrative
La commune compte 53 lieux habités :
| - ville de Pétritch - village de Baskaltsi - village de Bélasitsa - village de Bogoroditsa - village de Borovitchéné - village de Doléné - village de Dolna Krouchitsa - village de Dolna Ribnitsa - village de Dolno Spantchévo - village de Dragouch - village de Drangovo - village de Drénovitsa - village de Drénovo - village de Gabréné - village de Guéga | - village de Général Todorov - village de Gorthévo - village de Gurguévo - village de Ivanovo - village de Kaména - village de Kapatovo - village de Karnalovo - village de Kavrakirovo - village de Kladéntsi - village de Klutch - village de Kolarovo - village de Koukourakhtsévo - village de Koulata - village de Krandjilitsa - village de Kromidovo | - village de Marikostinovo - village de Marino polé - village de Méndovo - village de Mikhnevo - village de Mitino - village de Novo Konomladi - village de Parvomaï - village de Pravo bardo - village de Rajdak - village de Ribnik - village de Roupité - village de Samouilova krépost - village de Samouilovo - village de Skrat - village de Startchévo | - village de Strouméchnitsa - village de Tchourilovo - village de Tchouritchéni - village de Tchoutchouligovo - village de Tonsko dabé - village de Topolnitsa - village de Vichléné - village de Volno - village de Yakovo - village de Yavornitsa - village de Zanoga - village de Zoïtchéné |

### Jumelages
La commune de Pétritch est jumelée avec les collectivités territoriales suivantes :
- Serrès (Grèce)
- Miovéni (Roumanie)
- Istra (ville) (Russie)

## Galerie

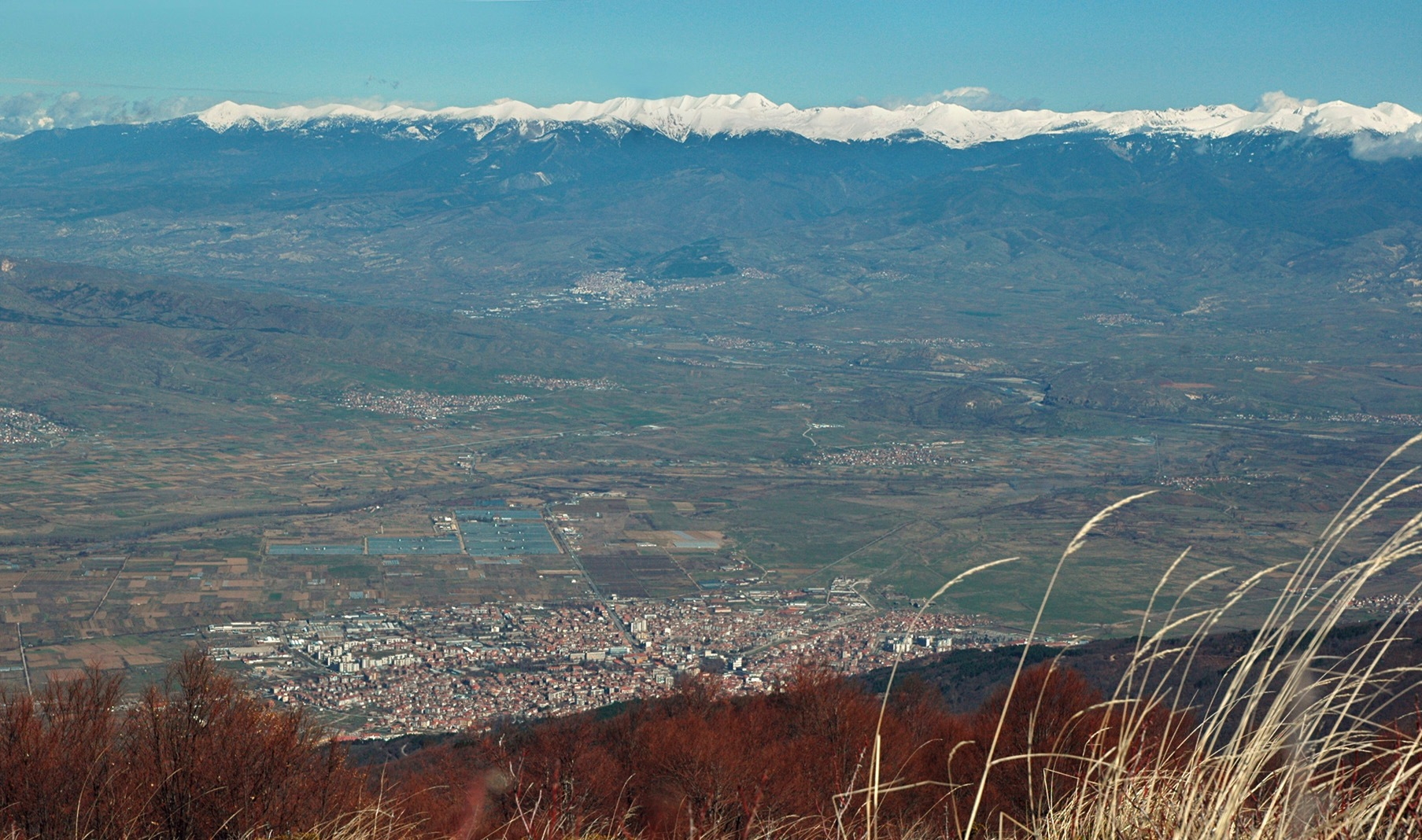
Vue de la ville de Pétrich (au 1er plan) depuis la montagne Belassitsa
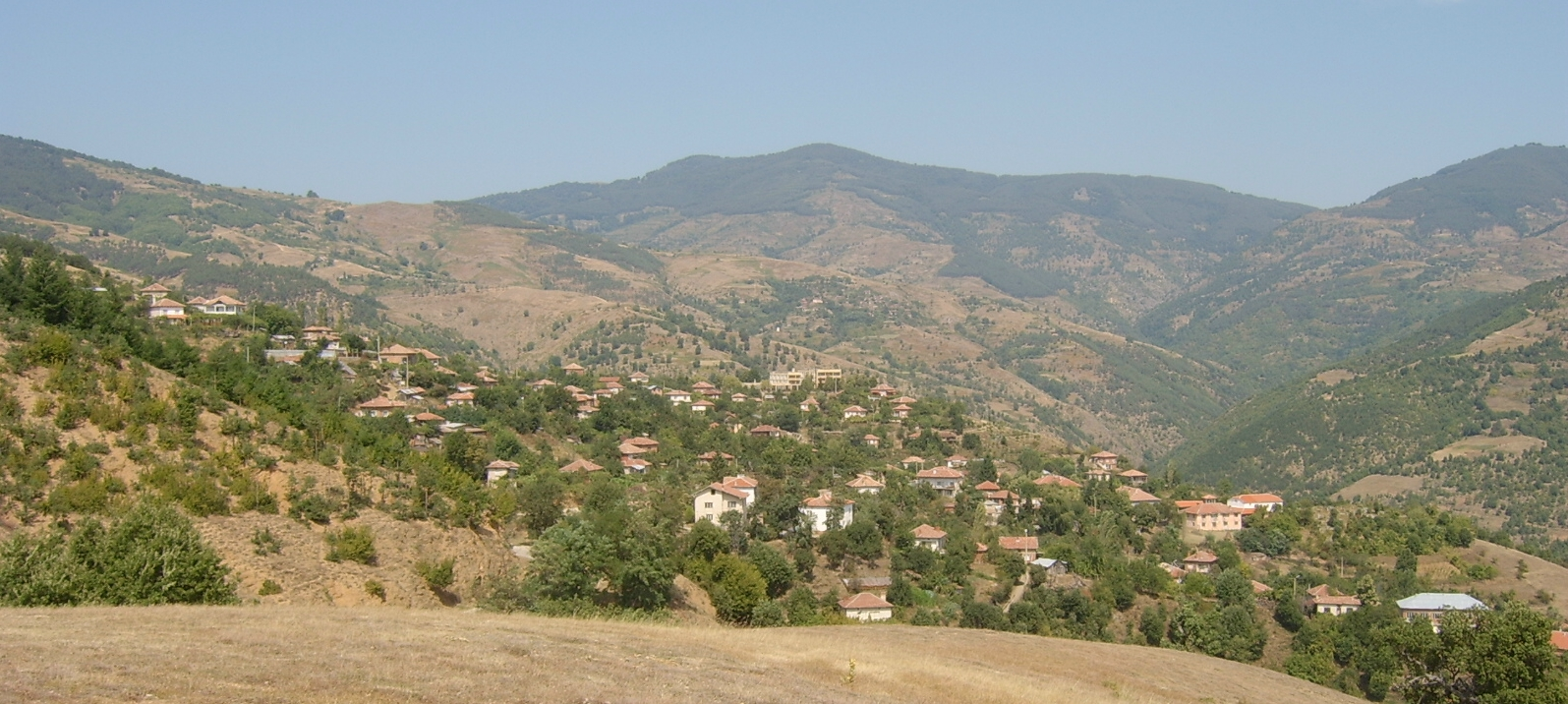
Le village de Guéga
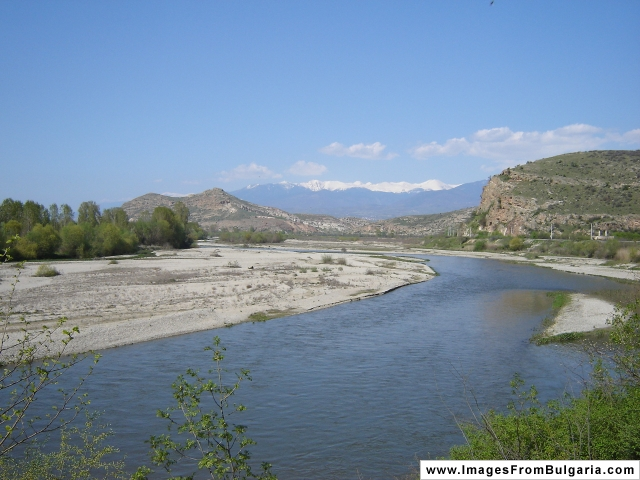
La Strouma près du village de Général Todorov
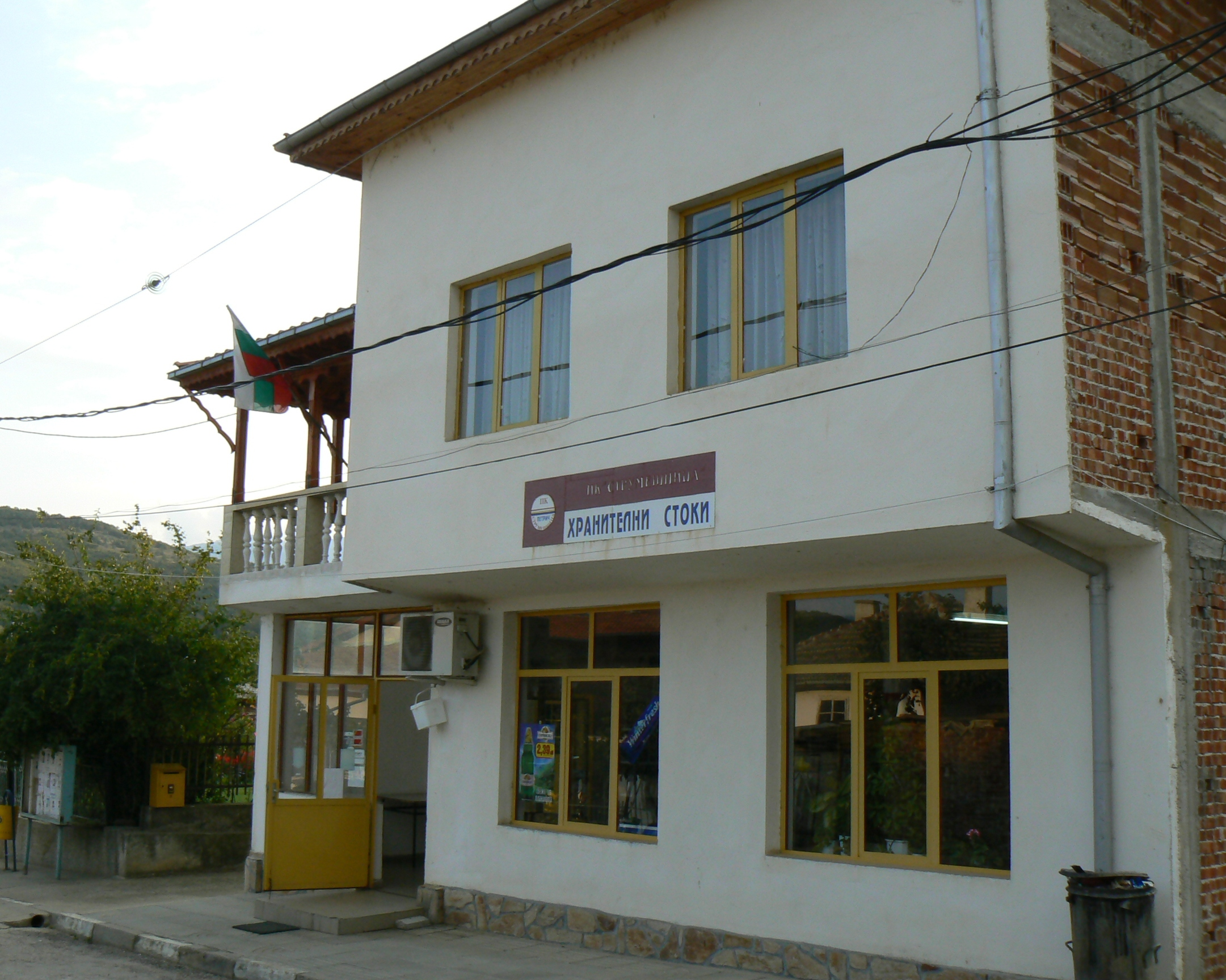
La mairie annexe de Drangovo et, en dessous, une épicerie
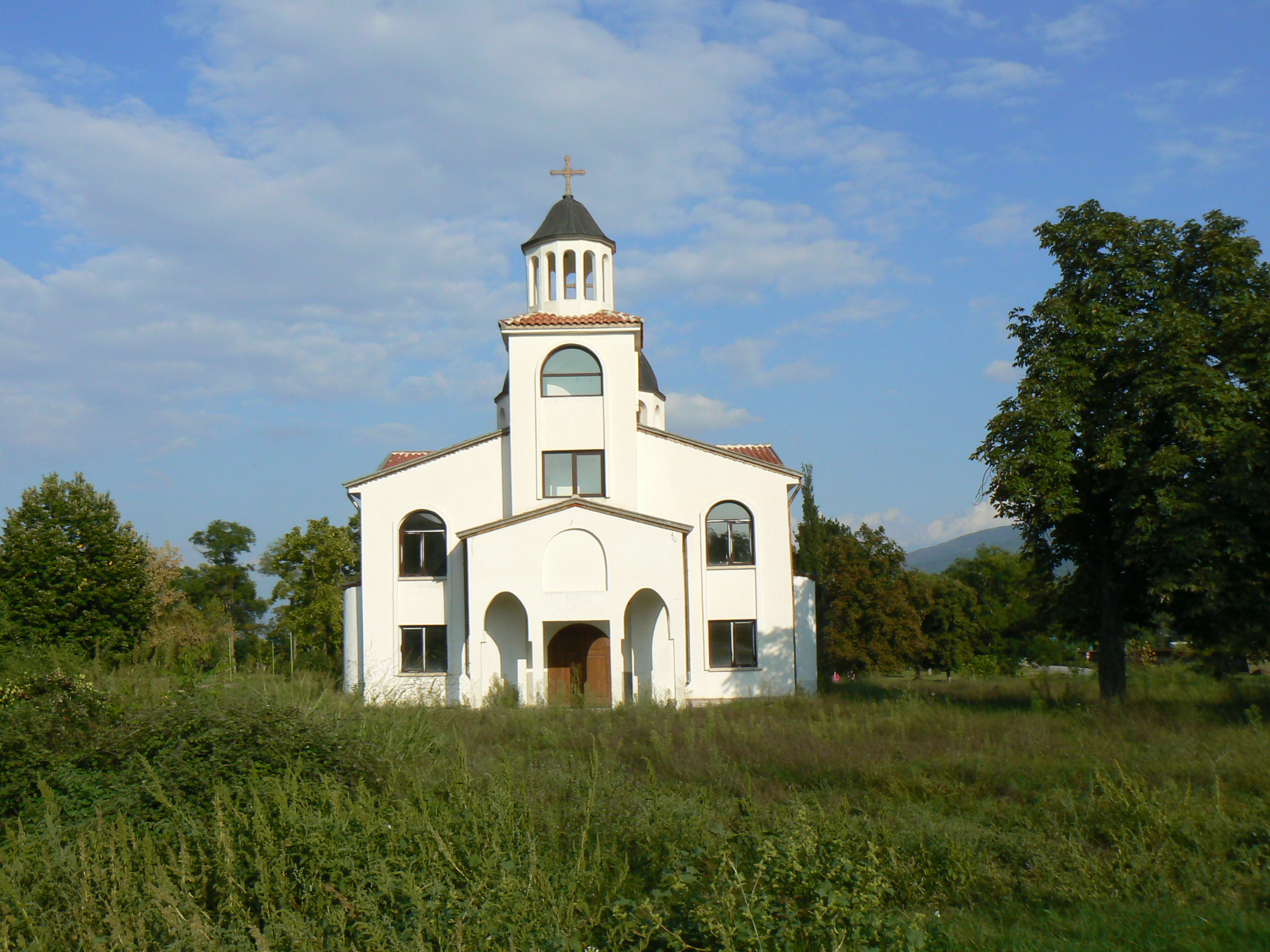
La nouvelle église du village de Parvomay
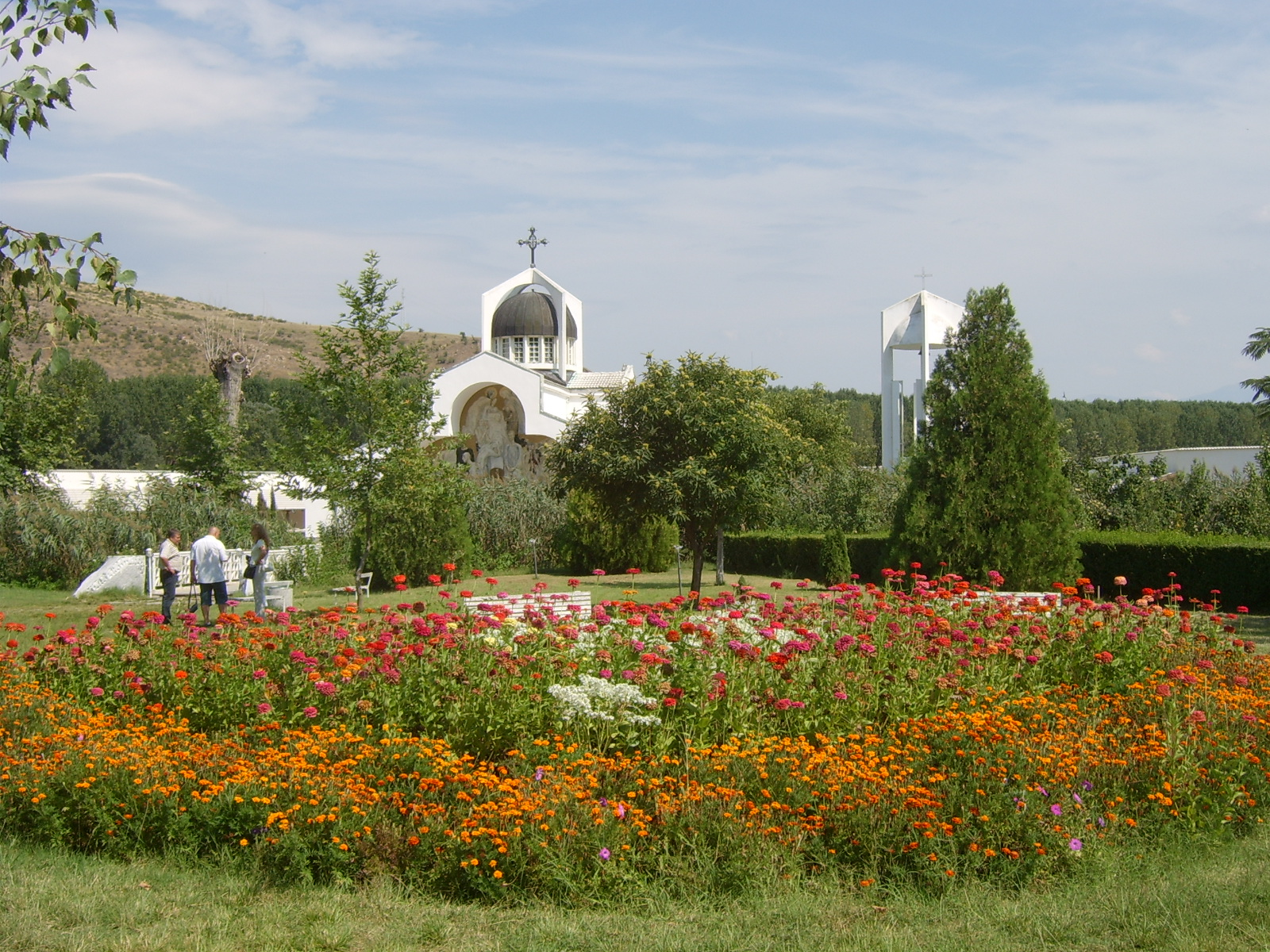
Jardins et nouvelle église dans le village de Roupité
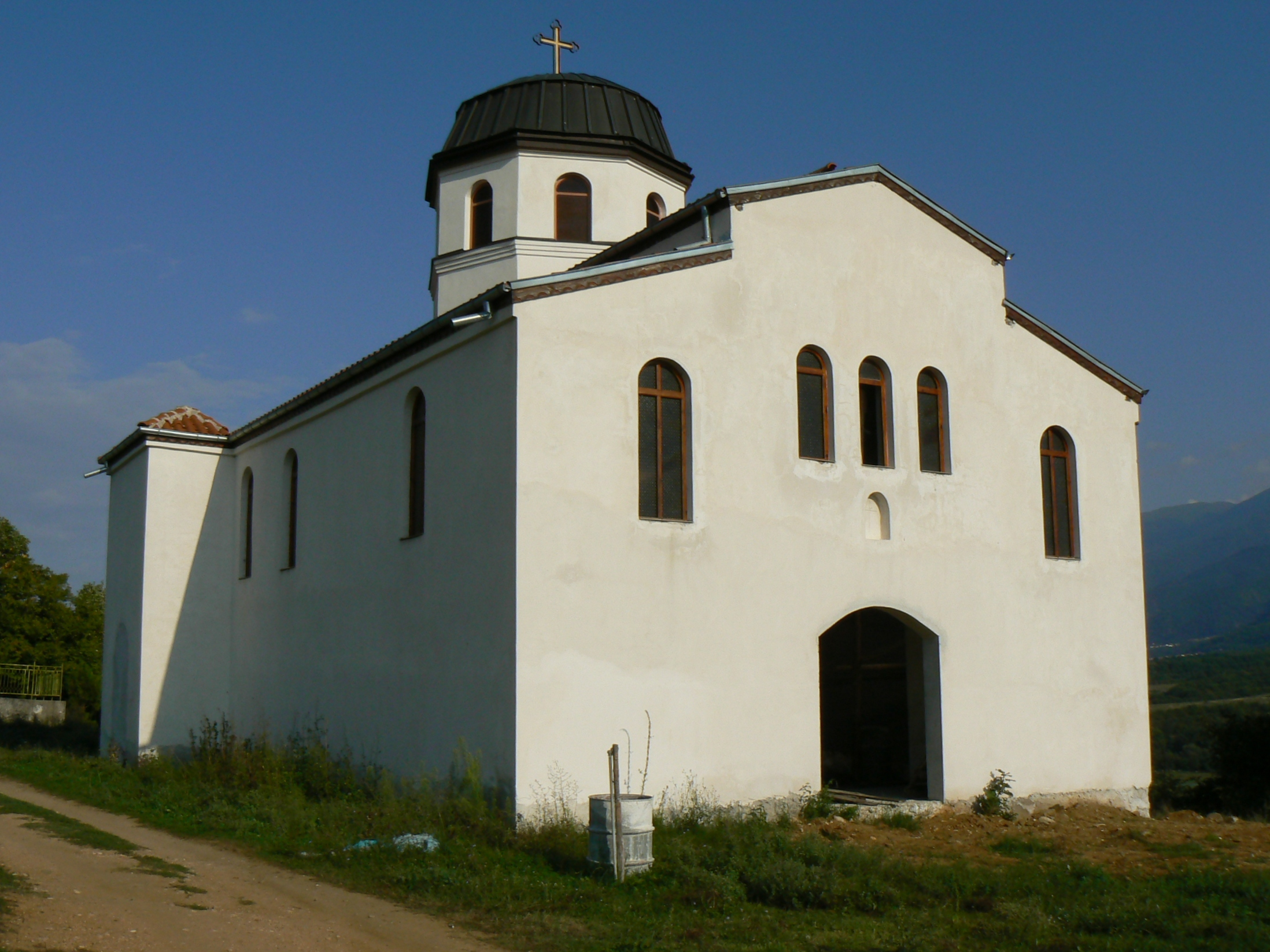
La nouvelle église du village de Strouméchnitsa